# Club Recreativo Los Indios
Club Recreativo Los Indios es un club deportivo ubicado en la ciudad de Moreno, provincia de Buenos Aires, Argentina. Fue fundado el 22 de septiembre de 1937. Posee un equipo de vóley (amateur), taekwondo, y básquetbol que participa en la tercera categoría del baloncesto argentino, Torneo Federal de Básquetbol (liga A).

## Historia
En Moreno a los 22 días del mes de Septiembre del año 1937, los señores Alfredo Britos, Carlos Trillaud, Rodolfo Suárez, Rolando Villareal, Atilio Mozzicafreddo, José Mozzicafreddo, Antonio Molinari, Juan Barret, Faustino Ferreiro, Angel Acardini, Mario Taponecco, Rodolfo Espel, Antonio Zubillaga y Juan Acardini, reunidos al efecto de fundar un club recreativo, resuelven:”…

Con estas palabras, un grupo de jóvenes amantes del Fútbol, deciden de manera formal, dar el salto para la creación del Club Recreativo Los Indios. En 1939, forman un equipo representativo el cual participaba en cotejos futbolísticos amistosos de Moreno. Se incorporan a la Liga del Oeste, enfrentándose a rivales de la talla de Defensores de Moreno, Argentino e Independiente de Merlo, Leandro N. Alem y Porteño de General Rodríguez, consiguen ganar su primer campeonato de fútbol, para luego, con esfuerzo, en 1940 obtener los títulos de Primera, Segunda y Cuarta División. Con el tiempo, al fútbol se le agregaron las reuniones sociales de los fines de semana en las veladas del “Círculo musical”, a las que asistían diferentes figuras de la música nacional, como Alberto Castillo, Sandro, Palito Ortega, Alfredo Echagüe, entre tantas más. Sumado a esto, sus instalaciones eran protagonistas de espacios de arte y danzas donde la comunidad entera participaba.

#### Un salto a la educación
El 10 de marzo de 1997, se fundó el Instituto Dr. Ginés de la Quintana, propiedad del Club Recreativo Los Indios, que se encuentra lindero a la sede social en la calle Nemesio Álvarez 27 en el partido de Moreno. El colegio cuenta con tres niveles educativos: inicial, primario y secundario. Aproximadamente, mil quinientos chicos asistan diariamente entre los dos turnos.
Según el expresidente y socio vitalicio Edgardo Camblong, la idea de su creación nació a partir de observar que el Estado no podía cubrir completamente la necesidad de educar y formar a los jóvenes. Esa inquietud generó que Los Indios, luego de un largo debate societario, decidiera involucrarse y convertirse en una institución socioeducativa con orientación en Educación Física. La directora María Rosa Lembo dijo: “Sentir el gusto por el estudio, el deporte y la sana competencia es lo que tratamos de enseñarle a los chicos, nosotros somos responsables de inculcarle a los valores deportivos y académicos”.
El Ginés de la Quintana ofrece talleres deportivos de básquet, vóley y natación. Además, es la principal fuente de jugadores con la que se nutre el club para sus diferentes actividades, pues cada alumno es socio activo y tiene la posibilidad de practicar las disciplinas con descuentos en los valores.

## Básquetbol
Bajo la órbita de Los Indios, el básquet comenzó a jugarse en un playón abierto y poco a poco fue ganando terrero dentro y fuera de la cancha. Hoy, es el deporte más importante, el estandarte que carga con orgullo el club, con aproximadamente 500 atletas, entre hombres y mujeres, que lo practican semanalmente.
El equipo mayor masculino participa del torneo de Primera División de la Federación de Básquet del Área Metropolitana de Buenos Aires (Fe.B.A.M.B.A) y su máximo logro fue conseguir el ascenso a la antigua Primera Nacional B (denominado, desde 1992, Torneo Nacional de Ascenso) en 1989. Aquella gesta la logró con jugadores de renombre como el norteamericano Gregory Lee Guye, y los argentinos Jorge Leiva, Alberto Capilla y Sebastián Festa, quien se consagraría luego dos veces campeón de la Liga Nacional de Básquet (con Boca y Gimnasia de Comodoro Rivadavia) y en 2014 regresaría al club para culminar su carrera y transformarse en ídolo blanquinegro.
El equipo mayor femenino, que milita en la segunda categoría de la Fe.B.A.M.B.A, se prepara para pelear el ascenso a la máxima categoría de la Liga Metropolitana en el microestadio Oscar Pérez, bautizado en homenaje al que fue el presidente más querido e ideólogo de la creación. Allí, se llevan a cabo los partidos de local y los entrenamientos de todas las categorías.
Entre los juveniles y las categorías menores, Los Indios albergan a más de 400 niños de entre 7 y 13 años. Flavio Ampuero, técnico de juveniles, dijo: “Los chicos vienen a aprender, es una etapa formativa, no buscamos que salga un Emanuel Ginóbili, buscamos integrarlos a través del deporte. El club brinda las herramientas necesarias para desarrollar el potencial que hay en ellos, pero lo importante es divertirse, al menos en esta etapa. Tenemos nenes que vienen desde muy chiquitos, se busca que conozcan el juego, la importancia no está en la competencia, está en los valores del deporte. Después, si tiene condiciones, mucho mejor, eso lo va a potenciar aun más”.  
El básquetbol mayor masculino y femenino de Los Indios se nutre esencialmente de la promoción de chicos y chicas del mismo club, lo que hace a la institución una de las integrantes de la Fe.B.A.M.B.A. con mayor cantidad de jugadores en la etapa formativa. Existe, además, el básquet recreativo, practicado por madres de chicos que participan en el club. Las “Chicas Superpoderosas” se entrenan semanalmente y participan de un torneo entre clubes del oeste de la Provincia de Buenos Aires. Por su parte, los padres también decidieron formar su propio equipo y, a pesar de no disputar ninguna competencia oficial y formal, juegan amistosos constantemente con sus pares de la zona.

### Resultados históricos

#### Categorías de ascenso (2017 a presente)
| Temporada                         | Pos. Fase Regular (división) | Pos. Play-offs (general) | Observaciones |
| --------------------------------- | ---------------------------- | ------------------------ | ------------- |
| Torneo Federal de Básquet 2017-18 | 7° (División Metropolitana)  | En curso                 | Anexo         |

## Otras secciones deportivas
En las instalaciones del club se realiza Aikido, Gimnasia artística y acrobática, Gimnasia rítmica y coreográfica, Jiu Jitsu, Judo, Karate, Natación, vóley y yoga.

### Juegos Olímpicos de la Juventud
En 2018, Buenos Aires será la sede de los Juegos Olímpicos de la Juventud, que se llevarán a cabo del primero al 12 de octubre. La competencia contará con participantes de 14 a 18 años, de 206 países y en 31 disciplinas diferentes. Digno de la serie formación deportiva que propone en sus deportes, el Club Recreativo Los Indios de Moreno tendrá su representante: Paloma Etcheverry.
A su corta edad, la judoca ya ostenta varios premios en su registro personal. Entre los más importantes, se encuentran los primeros puestos de la sexta edición de la Copa “Ciudad de Luján” y del Torneo de Clausura de Judo Bonaerense del 2014, en la categoría Infantil “B”. En 2015, participó del Campeonato Abierto de Judo, del Torneo “Copa Mikio Kawakita”, del Torneo Evita y del Sudamericano Infantil. El año pasado, logró subirse al podio en el Torneo Nacional que se llevó a cabo en Catamarca. Además, la Confederación Argentina de Judo la convocó para que sea la nueva integrante del seleccionado sub-18 que participará del próximo Torneo Panamericano.

## Comisión directiva
- Presidente	Judith De Sosa[5]
- Vicepresidente	Santiago Cafferata
- Tesorero	Carlos GabrielPesa
- Protesorero	Fernando Estanislao Zarate
- Secretario	Pablo Caruso Costa
- Prosecretario	Sergio Gustavo Sánchez
- 1° Vocal	Osvaldo Benítez
- 2° Vocal	Julio Braunroth
- 3° Vocal	Hernán Alberto Balbi
- 4° Vocal	Adocinda Graciela Pérez
- 5° Vocal	Diego Andrés Villamil
- 6° Vocal	Jorge Pérez
- 1° Vocal Suplente	Jorge Raúl Ithurbide
- 2° Vocal Suplente	Cecilia Lombardi
- 3° Vocal Suplente	Viviana Ojeda
- 4° Vocal Suplente	Ana María Dupuy
- 5° Vocal Suplente	Ernestina Figueroa
- 6° Vocal Suplente	Claudio Szlaien
- 1° Revisor de Cuenta	Claudio Carballal
- 2° Revisor de Cuenta	Patricia Lagomarsino
- 3° Revisor de Cuenta	Laura Pugliese